# Vuurtoren van Cattle Point
Cattle Point Light is een vuurtoren op San Juan Island bij de Haro Strait in Washington. De vuurtoren werd voor het eerst in 1888 in gebruik genomen. In 1921 heeft de United States Navy er een radio-kompasstation gebouwd.
De huidige toren werd in 1935 gebouwd. In 1984 werd de toren volledig gerestaureerd.